# Dalmatica
Dalmatica er den særlige klædning en Diakon i den katolske kirke bærer.
| Religion | Spire Denne religionsartikel er en spire som bør udbygges. Du er velkommen til at hjælpe Wikipedia ved at udvide den. |